# Peter van Schie
Peter van Schie (Leida, 3 marzo 1988) è un canottiere olandese.

## Biografia
Gareggia per l'Amsterdamsche Studenten Roeivereeniging Nereus.
Ha rappresentato i Paesi Bassi ai Giochi olimpici estivi di Rio de Janeiro 2016, giungendo quinto in classifica nel quattro senza, con i connazionali Harold Langen, Vincent van der Want e Govert Viergever.